# Hrabstwo Bottineau

Piramida wieku hrabstwa

Hrabstwo Bottineau (ang. Bottineau County) to hrabstwo w stanie Dakota Północna w Stanach Zjednoczonych. Hrabstwo zajmuje powierzchnię 4 397,13 km². Według szacunków United States Census Bureau w roku 2006 miało 6 650 mieszkańców. Siedzibą hrabstwa jest Bottineau.

## Miejscowości
- Antler
- Bottineau
- Gardena
- Newburg
- Maxbass
- Kramer
- Souris
- Lansford
- Landa
- Overly
- Willow City
- Westhope